# フィッシュウォッチング

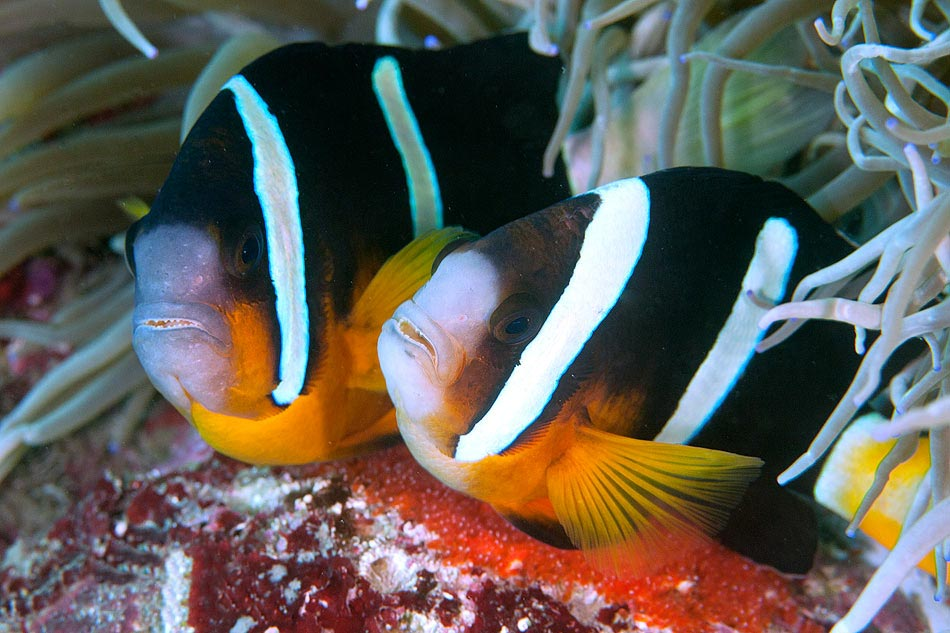
産卵中のクマノミ

フィッシュウォッチングは、魚類を中心とする海や川の中の生物を観察する趣味である。スクーバダイビングやスキンダイビングの普及とともに盛んになってきており、野鳥観察同様にひとつの趣味として市民権を得ようとしている。
「フィッシュ」ウォッチングという名称だが、実際は魚類のみならず、甲殻類や貝類、藻類、サンゴなど海の中の生態系すべてを観察することを指す。場所や季節に応じて見られる生物が変わってくるため、通年、どこでも楽しめる趣味である。ただし陸上のような自由が利かない水中での観察となるため、道具の使い方や潜水技術など多少の熟練が必要となる。

## 道具
他の自然観察とは違い主に水の中での活動となるため、道具も特殊となる。マスクやスノーケルといったダイビング器材が必要となり、カメラなどもハウジングと呼ばれる防水ケースに入れる必要がある。
水中撮影器材の発達とともにカメラを持って水中に入る観察者が多くなってきているが、特に近年のデジタルカメラの普及により、一般のアマチュア観察者の撮影による稀少生物や未記載種（新種）の貴重な写真が研究者の一助となっている。

## 活動
観察した種類数を追い求めたり、珍しい生物や小さな生物を探したりするばかりではなく、普通種の行動や生態に興味を持ったり、その土地ならではの生き物を観察することでさらなる楽しみが生まれてくる。
海洋生物の研究は行動に制限があるためなかなか研究が進まない一面があるが、ダイバーなどアマチュア観察者によって撮影された生物の写真や観察記録が研究者の間でも重宝される傾向にあり、新種の発見や特定の場所における分布密度調査などでアマチュア観察者の果たす役割は大きい。こうした一般アマチュア観察者の発見は研究者のそれを上回るスピードで行われており、いくつもの未記載種や不明種が出てきている。これに対し一般のアマチュア観察者が仮称やニックネームをつけることで、これが分類研究において混乱を起こす一因となってきている。